# Aarberg
Aarberg és una comuna suïssa del cantó de Berna, capital del districte d'Aarberg.

## Geografia
Situada en ple Seeland, Aarberg s'hi troba a pocs quilòmetres del llac Bienne. La comuna limita al nord amb les comunes de Kappelen i Lyss, a l'est amb Seedorf, al sud amb Radelfingen, i a l'oest amb Bargen.

## Història
La ciutat fou fundada entre 1220 i 1225 pel comte Ulric III de Neuchâtel sobre l'illa entre el riu Aar i un dels seus braços naturals, el petit Aar, sens dubte en el lloc d'un assentament més antic (vestigis de construccions en fusta de la primera meitat del segle xii) i d'un castell (prop de l'església), per a fundar el centre de la senyoria d'Aarberg. No lluny de les extremitats del pont s'hi trobaven, sobre la riba esquerra de l'Aar, l'hospital de pelegrins de Bargenbrück, construït en 1138-1139 i suprimit en 1526, i sobre la riba dreta el castell dels senyors d'Aarberg, obra que subsistí fins al segle xviii (vegeu Comtat d'Aarberg).
El segell més antic de la burgesia data de 1249. En 1271, Ulric IV confirma les franquícies anteriors de la ciutat, amb una carta inspirada de la de Friburg im Üechtland. Originalment, dues fileres de cases de fusta construïdes al llarg d'un carrer reservat per a mercat formaven el burg. L'alineament actual data del segle xv, i la causa d'això foren els incendis de 1419 i 1477, en els que les cases van ser reconstruïdes amb pedra i allunyades 10 metres, creant espai per a una ampla i nova plaça del mercat.
La ciutat fortificada va resistir els setges de 1339, 1382 i 1386. Greument endeutat, Pere, el darrer comte d'Aarberg, va haver d'hipotecar en 1358 tots els seus drets sobre la ciutat i la senyoria de la ciutat de Berna, que encarrega a un batlle de l'administració, conservant al mateix temps les franquícies. Pere tracta de vendre debades les seves hipoteques al comte Rodolf IV de Nidau. Els seus béns foren lliurats definitivament a Berna entre 1377 i 1379. L'església d'Aarberg, una de les més occidentals del bisbat de Constança, dedicada a sant Maurici d'Agaunum i a la Verge Maria, fou construïda en 1484, i reconstruïda en 1575 sobre el lloc on abans hi era el castell.
Les instàncies polítiques, formades per un burgmestre i un consell de vint-i-quatre membres (dotze consellers feien de jutges i dotze eren burgesos), estaven sotmeses a l'autoritat d'un batlle, detentor del dret d'alta justícia, instal·lat al castell construït entre 1608 i 1610.

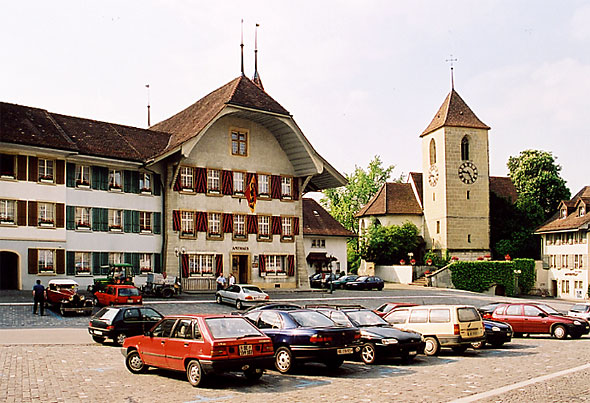
Prefectura i Església

En 1414, Aarberg cedeix a Berna els drets de peatge i la responsabilitat del costós manteniment dels seus dos ponts sobre l'Aar (reconstruïts en 1414, 1443, 1490 i 1557 després d'importants inundacions). Un hotel de vila (1496), un hospital (1529) i una escola van completar la infraestructura urbana als segles XV i XVI. La vida econòmica d'Aarberg va estar marcada per la seva situació única de centre de comerç: la seva plaça del mercat era un dels més importants llocs de transbord de Suïssa, la vila comptava amb diversos albergs i empreses de transport.
La invasió francesa de 1798 va perjudicar enormement la ciutat, ja que fou annexionada fins al 1803 al districte de Zollikofen, del qual en 1801 fou capital, abans de ser-ho del districte d'Aarberg. La construcció de la red ferroviària i la correcció de les aigües de la serralada del Jura, varen marcar la decadència de la ciutat. Exclosa dels grans eixos de transport després de la construcció de la línia Berna-Lyss-Bienne (1864), Aarberg va ser suplantada econòmicament por Lyss. Ni la connexió a la línia de La Broye (Lausana-Lyss, 1876), ni la posada en servei d'autocars van aconseguir canviar la situació. A més a més l'excavació del canal de derivació de Hagneck (1868/1878) va imposar a Aarberg inundacions periòdiques i la càrrega dels dics. La dessecació del petit Aar va acabar amb la situació insular de la ciutat, cosa que en certa manera va contribuir a l'expansió mitjançant la construcció de nous barris.

## Personatges
- Theodor Gohl, arquitecte
- Kurt Wüthrich, químic, premi nobel
- Martin Laciga, jugador de voleibol
- Diana Schwab, karateka

## Transports
- Línia ferroviria Lausana - Payerne - Lyss
- Autoruta A6 Biel/Bienne - Wimmis, sòrtida 6 Lyss Nord
- Línia de bus postal Berna - Aarberg
- Línia de bus postal Biel/Bienne - Aarberg